# 唐娜安娜縣
唐娜安娜縣（英語：Doña Ana County）是美国新墨西哥州南部的一個縣，東南鄰德克萨斯州，南鄰墨西哥，面積9,880平方公里。根據2020年美國人口普查，本縣共有人口219,561人。本縣縣治和最大城市皆為拉斯克魯塞斯（Las Cruces），而該城市亦是新墨西哥州第二大城市。
本縣於1852年1月9日成立，是原始的九個縣之一，縣名來自同名的首個縣治，而該縣治的名字則來自一位女慈善家唐娜安娜·羅夫萊多。

## 地理

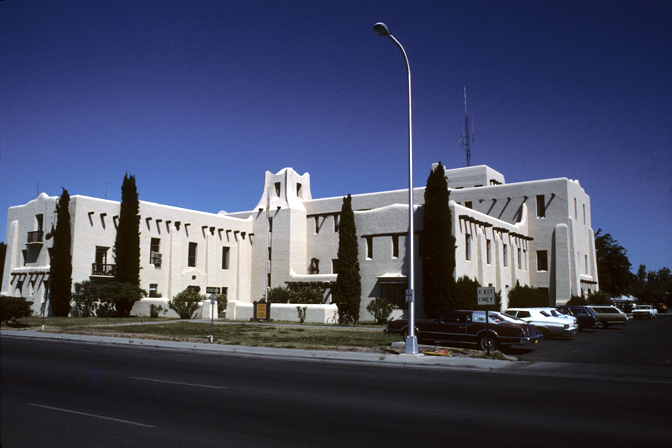
位於縣治拉斯克魯塞斯的前唐娜安娜縣行政中心

根據2000年人口普查，唐娜安娜縣的總面積為3,815平方英里（9,880平方），其中有3,807平方英里（9,860平方），即99.8%為陸地；7平方英里（18平方），即0.2%為水域。

### 毗鄰縣和直轄市
- 新墨西哥州 盧納縣：西方
- 新墨西哥州 謝拉縣：北方
- 新墨西哥州 奧特羅縣：東方
- 德克薩斯州 厄爾巴索縣：東南方
- 墨西哥 奇瓦瓦州 亞森松直轄市（英语：Ascensión Municipality）：南方
- 墨西哥 奇瓦瓦州 華雷斯城：南方

### 國家保護區
- 埃爾卡米諾雷亞爾提厄特羅國家景觀河川（部分）
- 史前行跡國家紀念區（英语：Prehistoric Trackways National Monument）
- 聖安德烈斯島國家野生動物保護區（英语：San Andres National Wildlife Refuge）

### 国家公园
- 白沙国家公园（部分）

## 人口
| 调查年            | 人口    | 备注 | %±    |
| ----------------- | ------- | ---- | ----- |
| 1910              | 12,893  |      | —     |
| 1920              | 16,548  |      | 28.3% |
| 1930              | 27,455  |      | 65.9% |
| 1940              | 30,411  |      | 10.8% |
| 1950              | 39,557  |      | 30.1% |
| 1960              | 59,948  |      | 51.5% |
| 1970              | 69,773  |      | 16.4% |
| 1980              | 96,340  |      | 38.1% |
| 1990              | 135,510 |      | 40.7% |
| 2000              | 174,682 |      | 28.9% |
| 2010              | 209,233 |      | 19.8% |
| [ 5 ] [ 6 ] [ 7 ] |         |      |       |

### 2010年
根據2010年人口普查，唐娜安娜縣擁有209,233居民。而人口是由74.1%白人、1.7%黑人、1.5%土著、1.1%亞洲人、0.1%太平洋岛民、18.5%其他種族和3%混血构成。而西班牙裔或拉丁美洲人佔了人口65.7%。

### 2000年
根據2000年人口普查，唐娜安娜縣擁有174,682居民、59,556住戶和42,939家庭。其人口密度為每平方英里46居民（每平方公里18居民）。本縣擁有65,210間房屋单位，其密度為每平方英里17間（每平方公里7間）。而人口是由67.82%白人、1.56%黑人、1.48%土著、0.76%亞洲人、0.07%太平洋岛民、24.74%其他種族和3.58%混血构成。而西班牙裔或拉丁美洲人佔了人口63.35%。
在59,556住户中，有38.4%擁有一個或以上的兒童（18歲以下）、52.4%為夫妻、14.7%為單親家庭、27.9%為非家庭、21.3%為獨居、6.9%住戶有同居長者。平均每戶有2.85人，而平均每個家庭則有3.36人。在174,682居民中，有29.7%為18歲以下、13.3%為18至24歲、27.1%為25至44歲、19.3%為45至64歲以及10.6%為65歲以上。人口的年齡中位數為30歲，女子對男子的性別比為100：96.5。成年人的性別比則為100：93.5。
本縣的住戶收入中位數為$29,808，而家庭收入中位數則為$33,576。男性的收入中位數為$27,215，而女性的收入中位數則為$20,883，人均收入為$13,999。約25.4%家庭和20.2%人口在貧窮線以下，包括34.4%兒童（18歲以下）及12.7%長者（65歲以上）。